# Tournoi d'échecs Sigeman & Co
Le tournoi d'échecs Sigeman & Co est une compétition d'échecs organisée à Malmö en Suède depuis 2013, habituellement au printemps (sauf en 2021) et sponsorisée par Johan Sigeman et sa société Sigeman & Co (advocature). Après une interruption en 2015 et 2016, un nouveau sponsor est arrivé en 2017, TePe, et le tournoi traditionnel a repris, appelé maintenant TePe Sigeman & Co.

## Participants
Trois champions du monde ont participé au tournoi : Vassily Smyslov (en 1997, à 76 ans), Boris Spassky (en 1998) et Magnus Carlsen (troisième en 2004, à treize ans), ainsi que les candidats au championnat du monde : Viktor Kortchnoï (vainqueur en 1996), Lajos Portisch (en 2008), Aleksandr Beliavski (en 2004), Jan Timman (trois fois vainqueur), Nigel Short (deux fois vainqueur), Boris Guelfand (vainqueur en 1998), Vassili Ivantchouk (vainqueur en 2003), Alexeï Chirov (en 2011), Joël Lautier (vainqueur en 1998), Aleksandr Morozevitch (en 2018), Judit Polgar (vainqueur en 2000), Péter Lékó (deuxième en 2012), Étienne Bacrot (en 2021), Fabiano Caruana (vainqueur en 2012) Anish Giri (vainqueur en 2010 et 2011) et Wesley So (covainqueur en 2011), ainsi que Teimour Radjabov (en 2001) et Hikaru Nakamura (en 2005).

## Organisation
Le tournoi Sigeman & Co est un tournoi fermé sur invitation. Il opposait entre quatre et dix joueurs suivant les années et était organisé par le club 

## Multiples vainqueurs
3 victoires en trois participations
- Ferdinand Hellers (en 1993, 1994 et 1997, invaincu en 27 parties)

3 victoires
- Nigel Short (en 2002, 2009 et 2013 ex æquo)
- Jan Timman (en 2001 ex æquo, 2005 ex æquo et 2006)

2 victoires
- Curt Hansen (en 1994 et 2004, ex æquo à chaque fois)
- Anish Giri (en 2010 et 2011 ex æquo)
- Nils Grandelius (en 2017 et 2018, ex æquo à chaque fois)

## Palmarès

### de 1993 à 2014
| Édition Année | Édition Année | Vainqueur(s)                                 | Deuxième(s)                                                      | Troisième(s)                                                      | Quatrième(s)                                                     | Dates             | Joueurs                       |
| ------------- | ------------- | -------------------------------------------- | ---------------------------------------------------------------- | ----------------------------------------------------------------- | ---------------------------------------------------------------- | ----------------- | ----------------------------- |
| 1             | 1993          | Ferdinand Hellers                            | Lars Bo Hansen                                                   | Eduardas Rozentalis Oleg Romanichine Ian Rogers Margeir Pétursson |                                                                  |                   | 10 joueurs                    |
| 2             | 1994          | Ferdinand Hellers Curt Hansen                |                                                                  | Vladimir Epichine Zoltan Almasi                                   |                                                                  |                   | 10 joueurs                    |
| 3             | 1995          | Ivan Sokolov                                 | Ulf Andersson Michal Krasenkow Matthew Sadler                    |                                                                   |                                                                  | 30 mai - 6 juin   | 10 joueurs                    |
| 4             | 1996          | Viktor Kortchnoï (65 ans)                    | Tony Miles                                                       | Curt Hansen                                                       | Pia Cramling                                                     | 11-19 juin        | 10 joueurs                    |
| 5             | 1997          | Ferdinand Hellers                            | Pia Cramling Vassily Smyslov Curt Hansen Ivan Sokolov Jan Timman |                                                                   |                                                                  | 10-18 juin        | 10 joueurs                    |
| 6             | 1998          | Joël Lautier Igor Miladinović                |                                                                  | Lars Degerman Ivan Sokolov Curt Hansen                            |                                                                  | 9-17 juin         | 10 joueurs                    |
| 7             | 1999          | Boris Guelfand                               | Sergei Movsesian                                                 | Evgeni Agrest                                                     | Nick de Firmian Joël Lautier Jan Timman                          | 9-17 juin         | 10 joueurs                    |
| 8             | 2000          | Judit Polgar                                 | Jan Timman                                                       | Ulf Andersson                                                     | Tiger Hillarp Persson                                            | 23-29 mai         | 4 joueurs (tournoi à 2 tours) |
| 9             | 2001          | Boris Gulko Jan Timman                       |                                                                  | Iva Sokolov Pia Cramling Tom Wedberg Teimour Radjabov             |                                                                  | 12-20 juin        | 10 joueurs                    |
| 10            | 2002          | Nigel Short                                  | Peter Heine Nielsen                                              | Jonny Hector Leif Johannessen                                     |                                                                  | 9-14 juin         | 10 joueurs                    |
| 11            | 2003          | Vassili Ivantchouk                           | Peter Heine Nielsen                                              | Luke McShane                                                      | Curt Hansen Tiger Hillarp Persson Sune Berg Hansen Emil Sutovsky | 29 avril - 8 mai  | 10 joueurs                    |
| 12            | 2004          | Peter Heine Nielsen Curt Hansen              |                                                                  | Magnus Carlsen                                                    | Aleksandr Beliavski                                              | 30 avril - 9 mai  | 10 joueurs                    |
| 13            | 2005          | Jan Timman Krishnan Sasikiran                |                                                                  | Hikaru Nakamura                                                   | Curt Hansen                                                      | 15-24 avril       | 10 joueurs                    |
| 14            | 2006          | Jan Timman                                   | Tiger Hillarp Persson Suat Atalik                                |                                                                   | Daniël Stellwagen Emanuel Berg                                   | 20 avril - 6 juin | 10 joueurs                    |
| 15            | 2007          | Ivan Chéparinov                              | Jan Timman Tiger Hillarp Persson Emanuel Berg                    |                                                                   |                                                                  | 18-26 avril       | 10 joueurs                    |
| 16            | 2008          | Tiger Hillarp Persson                        | Daniël Stellwagen                                                | Lars Bo Hansen                                                    | Ralf Åkesson Jan Timman                                          | 22-30 avril       | 10 joueurs                    |
| 17            | 2009          | Nigel Short (4,5 / 5)                        | Nils Grandelius                                                  | Tomi Nyback Ivan Sokolov Tiger Hillarp Persson                    |                                                                  | 3-7 juin          | 6 joueurs                     |
| 18            | 2010          | Anish Giri (16 ans) (4,5 / 5)                | Jon Ludvig Hammer                                                | Nils Grandelius Jonny Hector                                      |                                                                  | 26-30 mai         | 6 joueurs                     |
| 19            | 2011          | Anish Giri Wesley So Hans Tikkanen (3 / 5)   |                                                                  |                                                                   | Alexeï Chirov                                                    | 9-13 juin         | 6 joueurs                     |
| 20            | 2012          | Fabiano Caruana (5,5 / 7)                    | Péter Lékó                                                       | Nils Grandelius Anish Giri                                        |                                                                  | 9-16 mai          | 8 joueurs                     |
| 21            | 2013          | Richárd Rapport (1er au départage) (4,5 / 7) | Nigel Short (4,5 / 7)                                            | Nils Grandelius (4,5 / 7)                                         | Ivan Sokolov (4e) Loek van Wely (5e)                             | 22-28 mai         | 8 joueurs                     |
| 22            | 2014          | Laurent Fressinet (3,5 / 5)                  | Axel Smith                                                       | Nils Grandelius Jan Timman                                        |                                                                  | 15-19 juin        | 6 joueurs                     |

### Depuis 2017: Tepe Sigeman & Co
| Édition Année | Édition Année | Vainqueur(s)                                     | Deuxième(s)                                                | Troisième(s)                 | Quatrième(s)                           | Dates           | Joueurs   |
| ------------- | ------------- | ------------------------------------------------ | ---------------------------------------------------------- | ---------------------------- | -------------------------------------- | --------------- | --------- |
| 23            | 2017          | Nils Grandelius Baadur Jobava (3 / 5)            |                                                            | Pavel Eljanov Erik Blomqvist |                                        | 10-14 mai       | 6 joueurs |
| 24            | 2018          | Nils Grandelius Vidit Santosh Gujrathi (3,5 / 5) |                                                            | Aryan Tari                   | Benjamin Gledura Aleksandr Morozevitch | 4-8 mai         | 6 joueurs |
| 25            | 2019          | Gawain Jones (5 / 7)                             | Pentala Harikrishna (4,5 / 7)                              | Nils Grandelius              | Liviu-Dieter Nisipeanu                 | 3-9 mai         | 8 joueurs |
| 26            | 2021          | Jorden van Foreest (5 / 7)                       | Gawain Jones Vincent Keymer Nigel Short (4 / 7)            |                              |                                        | 23-29 septembre | 8 joueurs |
| 27            | 2022          | Hans Niemann (5 / 7)                             | Michael Adams Niels Grandelius Erigaisi Arjun (4 / 7)      |                              |                                        | 3-9 mai         | 8 joueurs |
| 28            | 2023          | Peter Svidler (4,5 / 7)                          | Abhimanyu Mishra Niels Grandelius Dommaraju Gukesh (4 / 7) |                              |                                        | 5-11 mai        | 8 joueurs |
| 29            | 2024          | Nodirbek Abdusattorov (4,5 / 7)                  | Peter Svidler Arjun Erigaisi (4,5 / 7)                     |                              | Anton Korobov                          | 27 avril-3 mai  | 8 joueurs |